# Acroporium convolutum
Acroporium convolutum là một loài Rêu trong họ Sematophyllaceae. Loài này được (Sande Lac.) M. Fleisch. mô tả khoa học đầu tiên năm 1923.